# Cú Chulainn
Cú Chulainn (/kuːˈxʊlɪnʲ/ , lett. "cane di Culann"), scritto anche Cúchulainn, Cú Chulaind, Cúchulain, o Cuchullain o, in italiano, Cucullino, è un semi-dio della mitologia irlandese, protagonista del ciclo dell'Ulster nonché del folclore di Scozia e dell'Isola di Man.
Figlio del dio Lúg e di Deichtine, sorella del re dell'Ulster, nasce col nome di Sétanta ma conquista il nome con cui è più noto da bambino, dopo aver ucciso per difendersi il feroce cane da guardia di Culann, offrendosi in sua vece finché non sarà in grado di dare un risarcimento adeguato. All'età di diciassette anni difende da solo l'Ulster dalle armate della regina Medb del Connacht nell'epico Táin Bó Cúailnge. Gli viene profetizzato che le sue grandi imprese gli garantiranno fama eterna ma che la sua vita sarà molto breve (cfr. riferimento al mito greco di Achille).
Combatte sul suo carro da guerra, guidato dal fedele auriga Láeg e trainato dai cavalli Liath Macha e Dub Sainglend. Diviene famoso per la sua frenesia in battaglia (rìastrad), le cui modalità permettono il paragone con la figura del Berserkr della mitologia norrena.

## Il mito

### La nascita
Diverse sono le storie sulla nascita di Cú Chulainn. In una delle più antiche sua madre Deichtine è la figlia e l'auriga di Conchobar mac Nessa, re dell'Ulster, e accompagna il padre e i suoi fedeli in una caccia ad uno stormo di uccelli magici. La neve comincia a cadere e gli uomini dell'Ulster cercano riparo, trovando una casa che offre loro ospitalità. La moglie del loro ospite va in travaglio e Deichtine assiste alla nascita di un maschio; contemporaneamente una cavalla dà alla luce due puledri. La mattina dopo la compagnia si ritrova al Brug na Bóinde (il terrapieno neolitico presso Newgrange): la casa e i suoi abitanti sono scomparsi, tranne il bambino e i due cavalli: Deichtine porta a casa il neonato e lo alleva ma questo si ammala e muore. Allora le appare il dio Lúg, e le rivela che l'ospite misterioso di quella notte era proprio lui, e che ha deposto nel suo grembo un figlio, che dovrà chiamarsi Sétanta. La sua gravidanza dà scandalo e la giovane viene promessa sposa a Súaltam mac Róich, anche se nell'Ulster gira voce che lo stesso re Conchobar sia il responsabile. Deichtine abortisce e così si presenta al suo marito “completamente vergine”. Dall'unione legittima nascerà un figlio, cui sarà posto il nome Sétanta. Per questo si dice che Cú Chulainn sia stato concepito tre volte, come marchio del suo essere fuori dal normale.
In una versione più recente e meglio conosciuta della nascita di Cú Chulainn Deichtine è la sorella e non la figlia di re Conchobar. Un giorno sparisce da Emain Macha, la capitale dell'Ulster. Come nell'altro racconto gli uomini dell'Ulster vanno a caccia di uno stormo magico, sono sorpresi da una tormenta di neve e trovano ospitalità in una casa. Il loro ospite è il dio Lúg, ma la sua compagna è la stessa Deichtine. Il loro figlio si chiama Sétanta. I nobili discutono tra loro su chi di loro dovrà adottare il piccolo, finché il saggio Morann suggerisce che più di uno diventi suo tutore: 
- lo stesso re Conchobar;
- Sencha mac Ailella che gli insegnerà il giudizio e l'eloquenza;
- il ricco Blaí Briugu che lo proteggerà e provvederà per lui;
- il nobile guerriero Fergus mac Róich che si occuperà di lui e gli insegnerà a proteggere i deboli;
- il poeta Amergin che lo educherà e sua moglie Findchóem che gli farà da balia.

Sétanta crescerà nella casa di Amergin e Findchóem nella piana di Muirthemne nell'odierno County Louth, al fianco del loro vero figlio Conall Cernach.

### L'infanzia
Le storie dell'infanzia di Cú Chulainn sono raccontate tramite una retrospezione all'interno del Táin Bó Cúailnge.
Ancora bambino, mentre abita nella casa dei genitori nella piana di Muirthemne, implora per avere il permesso di unirsi alla banda dei giovani di Emain Macha ma sua madre pensa che sia troppo piccolo e che dovrebbe aspettare che una compagnia di guerrieri lo accompagni lì. Parte comunque per conto suo e, arrivato a Emain, corre attraverso il campo di gioco senza chiedere - come era di prassi - la protezione degli altri ragazzi. Questi ultimi la prendono come una sfida e lo attaccano ma Sétanta ha una crisi rìastrad, e li batte tutti quanti da solo. Re Conchobar mette fine alla rissa e chiarisce il malinteso ma, poco dopo che Sétanta si mette sotto la protezione dei ragazzi, egli stesso corre dietro a questi ultimi pretendendo che a loro volta si mettano sotto la sua protezione.
Culann il Fabbro invita Conchobar ad un banchetto a casa sua. Prima di andare il re si ferma al campo di gioco per osservare i ragazzi giocare a hurling (sport nazionale irlandese, specie di hockey su prato). Impressionato dalla performance di Sétanta lo invita a venire alla festa dove è diretto. Il giovane gli promette che finita la partita lo raggiungerà; Conchobar se ne dimentica, e così Culann non lega il suo feroce cane da guardia. Quando Sétanta arriva viene quindi aggredito dall'enorme bestia ma la uccide difendendosi, in una versione schiacciandolo contro una megalite lì vicino e in un'altra ficcandogli uno sliotar, cioè una palla da hurling, giù per la gola con la sua mazza. Culann è devastato dalla perdita del suo fedele cane e così Sétanta promette di risarcirlo appena possibile e di sentirsi grande abbastanza da prendere il posto della bestia a guardia della casa del fabbro. Allora il druido Cathbad annuncia che da quel momento il nome di Sétanta sarà Cú Chulainn, il "Cane/Segugio di Culann".
A Emain Macha, Cú Chulainn ascolta Cathbad insegnare ai suoi allievi. Uno di essi chiede a che cosa fosse propizia quella giornata e il druido risponde che quel giorno qualunque guerriero avesse imbracciato le armi avrebbe avuto gloria eterna. Cú Chulainn, sebbene abbia solo sette anni, si reca da re Conchobar e chiede quindi delle armi. Nessuna delle armi che gli vengono date sopporta la sua forza, se non quelle dello stesso sovrano. Allo spettacolo Cathbad lancia un lamento perché la sua profezia non era stata completata: alla vita gloriosa si sarebbe accompagnata una morte precoce.
Poco dopo in risposta alla profezia di Cathbad, Cú Chulainn domanda un carro a Conchobar e naturalmente solo il carro del re riesce a portarlo. Prepara quindi un'imboscata e uccide i tre figli di Nechtan Scéne, che si era vantato del fatto che essi avevano ucciso più uomini dell'Ulster di quanti adesso abitassero il paese. Il piccolo Cú Chulainn fa ritorno a Emain Macha ancora nella sua frenesia guerriera e tutti temono per la propria vita. Allora la regina Mugain guida fuori dalla città le donne di Emain, che si scoprono i seni davanti al giovane furioso. Cú Chulainn distoglie lo sguardo e gli uomini dell'Ulster lo gettano in una botte di acqua fredda, che esplode per il calore del suo corpo. Quindi lo gettano in una botte di acqua bollente, e infine in una terza di acqua con una temperatura piacevole.

### L'addestramento di Cú Chulainn
In gioventù Cú Chulainn è così bello che gli uomini dell'Ulster temono che se rimarrà senza una moglie finirà per rubare le loro e perfino le loro figlie. Essi quindi si mettono alla ricerca per tutta l'Irlanda di una donna di suo gradimento ma Cú Chulainn non vuole che Emer, la figlia di Forgall Monach. Quest'ultimo è però contrario e suggerisce che prima Cú Chulainn sia addestrato ad Alba, cioè in Scozia, dalla famosa donna-guerriero Scáthach – certo sperando che il giovane rimanga ucciso dall'esperienza. Cú Chulainn accetta la sfida. Nel frattempo Forgall offre la figlia Emer in sposa a Lugaid mac Nóis, un re di Munster, che però rifiuta appena scopre l'amore della giovane per l'eroe.
Intanto Scáthach insegna a Cú Chulainn tutte le arti marziali, compreso l'uso della Gáe Bulg, una terribile lancia piena di punte che solo tagliando la carne della vittima poteva essere estratta dal suo corpo. Il suo compagno di addestramento è Ferdiad, che diventa in breve il suo migliore amico e fratello adottivo. Durante questo periodo Scáthach deve affrontare Aífe, sua rivale o, in altre versioni, la sua sorella gemella. Temendo per la vita di Cú Chulainn, gli somministra una potente pozione che lo addormenterà tenendolo lontano dalla battaglia. Ma la forza dell'eroe fa sì che il sonno non duri che un'ora, dopo la quale egli si getta nella mischia. Così Cú Chulainn affronta Aífe in duello ma i due si equivalgono per forza, così per vincere Cú Chulainn la inganna distraendola con la falsa notizia che i suoi cavalli e il suo carro, ciò che essa ama di più al mondo, sono precipitati da una scogliera. Aífe viene catturata e Cú Chulainn le risparmia la vita a condizione che essa cessi il suo odio per Scáthach e gli dia un figlio.
Lasciata dunque Aífe incinta Cú Chulainn ritorna in Irlanda, dove però Forgall non si decide a concedere la mano di Emer. Allora Cú Chulainn assalta la sua fortezza, uccide ben ventiquattro dei suoi uomini, rapisce Emer e ruba il tesoro di Forgall, che muore precipitando dai suoi bastioni. A questo punto però re Conchobar reclama il suo diritto alla prima notte di nozze (c.d. ius primae noctis). Cú Chulainn reagisce male ma Conchobar non vuole cedere la sua autorità di fronte a tutti. Salva la situazione il druido Cathbad stabilendo che il re dormirà la prima notte con la sposa ma in mezzo tra i due si coricherà lo stesso Cathbad a garanzia della verginità di Emer.

### Cú Chulainn uccide suo figlio
Sette anni dopo Connla, il figlio di Cú Chulainn e Aífe, viene in Irlanda alla ricerca del padre, ma Cú Chulainn lo uccide quando questi, sorpreso come intruso, rifiuta di farsi identificare. L'episodio rimanda al mito persiano di Rostam, eroe leggendario invincibile come Cú Chulainn, anch'egli vincitore della sua prima battaglia in tenera età, che uccide il figlio Sohrab (cfr. anche il greco Odisseo, che invece viene ucciso inconsapevolmente da Telegono, il figlio nato dalla relazione adulterina con la maga Circe).

### Lugaid e Derbforgaill
Durante il suo soggiorno all'estero Cú Chulainn aveva salvato la principessa scandinava Derbforgaill, vittima sacrificale dei Fomori. Derbforgaill si innamora dell'eroe e in seguito viene in Irlanda con la sua ancella in forma di una coppia di cigni. Cú Chulainn non la riconosce e l'abbatte con la sua fionda, salvo poi salvarle la vita succhiando via dal suo fianco la pietra che aveva lanciato. Avendo però bevuto il suo sangue non gli è possibile sposarla e così la dà in moglie al suo fratello adottivo Lugaid Riab nDerg. Quest'ultimo era destinato a diventare l'Alto Re d'Irlanda, ma la Lia Fáil, la Pietra del Destino, non emise alcun suono quando Lugaid si levò sopra di essa, così Cú Chulainn la spezzò in due con la sua spada. Quando poi le donne dell'Ulster uccideranno Derbforgaill perché gelose della sua bellezza e desiderabilità, Lugaid morirà di dolore - e di nuovo interverrà Cúchulainn, abbattendo la casa dove esse si erano rifugiate e uccidendone centocinquanta.

### Il furto del bestiame del Cooley (Táin Bó Cúailnge)
All'età di diciassette anni Cú Chulainn difende da solo l'Ulster dall'esercito del Connacht. Medb, regina del Connacht, organizza l'invasione per rubare Donn Cúailnge, un magnifico toro da monta. L'Ulster è preso di sorpresa, anche perché Cú Chulainn si è lasciato distrarre da una donna quando ne doveva sorvegliare i confini. Gli uomini dell'Ulster sono resi inabili da una maledizione.
Cú Chulainn invoca allora il diritto ad un duello singolare presso il guado, per stabilire così il vincitore della guerra. Per mesi abbatte uno dopo l'altro i campioni del Connacht.
Poi gli si avvicina una stupenda fanciulla, sedicente figlia di re, che si offre all'eroe, ma che l'eroe rifiuta. Ella non era che la dea Mórrígan, che offesa per lo sgarbo attacca Cú Chulainn sotto forma di vari animali durante il suo duello contro Lóch mac Mofemis. Come anguilla imprigiona Cú Chulainn nel guado, ma l'eroe le spezza le costole. Come lupo mette in fuga il bestiame attraverso il guado, ma Cú Chulainn le cava un occhio con una fiondata. Come giovenca infine appare alla testa della mandria in fuga, ma con un'altra fiondata Cú Chulainn le spezza una gamba. Alla fine, vinto Lóch, Cú Chulainn vede una vecchia che sta mungendo una vacca – la dea Mórrígan, ancora con le tre ferite che l'eroe le ha inferto. Tre volte la vecchia offre da bere, tre volte Cú Chulainn accetta e la benedice, curando ogni volta una delle sue ferite.
Dopo un combattimento particolarmente duro Cú Chulainn giace ferito più volte e solo l'intervento del dio Lúg, che si rivela come suo padre, lo salva dalla morte. Ma al risveglio l'eroe scopre che i Ragazzi di Emain Macha hanno nel frattempo attaccato quelli del Connacht, venendo massacrati. Cú Chulainn perde la ragione e ha una nuova terribile crisi ríastrad, la più terribile: il primo spasmo lo trasforma in un'entità orribile e senza forma. Dalla testa ai piedi ogni suo organo si agita come un albero in un'alluvione o un ramo nella corrente. Il suo corpo esegue una furiosa giravolta nella sua pelle, tanto che piedi e gambe si girano all'indietro, portando davanti talloni e polpacci. Le tempie finiscono sulla nuca. Un occhio sprofonda nel cranio, l'altro cade fuori dalla sua orbita penzolante. La sua bocca si distorce in un modo impossibile, la sua faccia si ritira dalle mascelle a scoprire la gola. I polmoni e il fegato sembrano voler uscire dalla bocca, i capelli si fanno contorti e spinosi come un ginepraio e si allargano come la chioma di un albero. In questa forma mostruosa Cú Chulainn attacca l'esercito del Connacht, uccidendo centinaia di nemici, erigendo mura di cadaveri.
Quando uno dei suoi padri adottivi, Fergus mac Róich, al momento in esilio presso la corte della regina Medb, viene inviato ad affrontarlo, Cú Chulainn accetta di cedergli il passo ma solo con l'impegno da parte di Fergus di ricambiare il favore a sua volta la prossima volta che si incontreranno.
Infine l'eroe affronterà in un estenuante duello di tre giorni il suo miglior amico ed ex compagno di addestramento Ferdiad, ad un guado che da allora sarà chiamato Áth Fhir Diadh (Ardee, County Louth).
Finalmente gli uomini dell'Ulster si destano dal loro torpore magico, uno alla volta all'inizio, poi in massa. La battaglia finale inizia. Cú Chulainn se ne sta in disparte, guarendo le sue ferite, finché non vede avanzare Fergus mac Róich. Entra allora nella mischia e lo affronta ma Fergus mantiene la parola data e guida le sue forze lontano dal campo di battaglia. Il panico degli altri alleati del Connacht costringe Medb a ritirarsi. In un momento poco opportuno la regina ha le mestruazioni e nonostante Fergus le formi uno schermo di guardie attorno Cú Chulainn penetra lo sbarramento proprio mentre la regina è indisposta e la cattura, risparmiandole la vita solo perché crede rimanga pur sempre indegno uccidere una donna. Osserva allora il lungo ritiro dell'esercito del Connacht seguendolo con lo sguardo fino ad Athlone.

### Il banchetto di Bricriu (Fled Bricrenn)
Il provocatore Bricriu incita tre eroi, Cú Chulainn, Conall Cernach e Lóegaire Búadach, a competere per vedere a chi tocchi la portata migliore del banchetto da lui offerto. In ogni prova Cú Chulainn riesce a prevalere ma non per questo Connall e Lóegaire si piegano al verdetto.
Cú Roí mac Dáire, del Munster, risolve la situazione facendo visita ad ognuno di loro travestito da orribile zoticone e sfidando ognuno a decapitarlo. C'è una sola condizione: accettare di farsi decapitare a propria volta subito dopo. Connall e Lóegaire decapitano entrambi Cú Roí, che raccoglie la sua testa e se ne va. Ma quando torna per il suo turno entrambi se la danno a gambe. Solo Cú Chulainn rispetta la parola data e offre il collo all'ascia dello sconosciuto: per questo viene risparmiato e dichiarato campione.
Simili sfide di decapitazione si ritrovano nella letteratura più tarda (cfr. Sir Gawain e il Cavaliere Verde, Il Turco e Gowin, ecc.).

### La morte di Cú Roí
Cú Roí, di nuovo sotto mentite spoglie, si unisce agli uomini dell'Ulster per un'incursione contro Inis Fer Falga (probabilmente l'Isola di Man), in cambio della possibilità di scegliere la sua parte del bottino. I predatori rubano il tesoro locale e rapiscono la principessa Blathnát, innamorata di Cú Chulainn. Cú Roí sceglie naturalmente la donna, sollevando le ire dell'eroe dell'Ulster, che cerca di rapire Blathnát. Cú Roí però si mette in mezzo e, tagliati i capelli a Cú Chulainn, lo conficca nel terreno fino alle ascelle, potendo così scappare portando via la bella. Come altri eroi del mito (cfr. il biblico Sansone, l'indiano Duryodhana, il gallese Llew Llaw Gyffes) Cú Roí può essere ucciso o vinto solo in un modo rigorosamente segreto, per altro assai vario a seconda delle versioni. Sarà Blathnát a scoprire questo segreto, a tradire il suo rapitore e a consegnare a Cú Chulainn la chiave della vittoria. A cantare e piangere la sorte di Cú Roí sarà il suo poeta, Ferchertne, che prenderà Blathnát e si getterà con lei giù da una scogliera.

### La gelosia di Emer
Cú Chulainn ha avuto molte amanti, ma l'unica volta che Emer ne è stata gelosa è stata quando l'eroe si innamorò di Fand, la moglie di Manannán mac Lir.
Un giorno che il marito era lontano Fand viene aggredita da tre Fomori, desiderosi di controllare il Mare d'Irlanda, e Cú Chulainn accetta di aiutarla solo in cambio della sua mano. Fand è riluttante all'inizio ma appena vede l'eroe se ne innamora. Manannán sa che la loro relazione è destinata a finire, poiché lui è un mortale, lei un essere fatato. Emer da parte sua è pronta ad uccidere la rivale, ma quando vede l'amore che essa prova per Cú Chulainn rinuncia a suo marito. A sua volta Fand viene colpita dall'animo nobile di Emer e decide di tornare da Manannán, il quale stabilisce che Cú Chulainn e Fand non si incontrino mai più e che Cú Chulainn ed Emer bevano una pozione per dimenticare tutta la storia.

### La morte di Cú Chulainn
Medb cospira con Lugaid, figlio di Cú Roí, ed Erc, figlio di Cairbre Nia Fer per rovinare l'eroe dell'Ulster una volta per tutte. Il destino di Cú Chulainn è segnato dal momento in cui egli viola i suoi geasa, i divieti che nella mentalità dell'antica Irlanda sono stabiliti per lui come per ogni uomo. Egli non dovrebbe mai mangiare carne di cane ma, nel rispetto della sacra ospitalità che viene data e offerta, Cú Chulainn non può rifiutare il pasto a base proprio di carne di cane che gli viene offerto da una vecchia megera, rimanendo così indebolito ed esposto al pericolo mortale. Lugaid aveva fabbricato tre lance magiche ed aveva profetizzato che sotto i colpi di ognuna sarebbe caduto un re. Con la prima uccide Láeg, l'amico di Cú Chulainn, re degli aurighi. Con la seconda uccide Liath Macha, il destriero di Cú Chulainn, re dei cavalli. Con la terza colpisce a morte lo stesso Cú Chulainn: l'eroe si regge allora ad una megalite generalmente identificata con quella di Clochafarmore, presso Knockbridge (County Louth). Solo quando un corvo atterra sulla sua spalla Lugaid crede alla morte del nemico e gli taglia la testa, ma facendo ciò la mano di Cú Chulainn si apre, la sua spada cade e taglia la mano di Lugaid. Conall Cernach aveva giurato di vendicare Cú Chulainn entro il tramonto, quindi va in cerca di Lugaid. Lo trova monco e decide quindi di affrontarlo alla pari con una mano incastrata nella cintura. Solo l'intervento del suo cavallo però, che strappa con un morso il fianco di Lugaid, gli consegna la vittoria. Uccide allora anche Erc, portando la sua testa a Tara, dove la sorella di Erc, Achall, morirà di crepacuore alla vista.

### Storie più recenti
In una storia più recente si dice che quando San Patrizio stava cercando di convertire re Lóegaire al cristianesimo lo spettro di Cú Chulainn apparve sul suo carro, avvertendo il sovrano dei tormenti che aspettano i pagani all'inferno.

## L'aspetto di Cú Chulainn
Occasionalmente i testi descrivono l'aspetto di Cú Chulainn: l'eroe viene di solito descritto piccolo, giovanile, senza barba, coi capelli (o l'incarnato) scuri.
Ad esempio nel Corteggiamento di Emer e nel Banchetto di Bricriu egli viene detto «scuro (o cupo), un uomo triste, il più affascinante degli uomini di Erin [Irlanda]». Nell'Avvelenamento degli Uomini dell'Ulster viene descritto come "piccolo e dalle ciglia nere". Nel Carro Fantasma di Cúchulainn si dice che «i suoi capelli sono sottili e neri, lisci come se fossero stati leccati da una vacca... nella faccia i suoi occhi brillano svelti e grigi».
Tuttavia la profetessa Fedelm nel Táin Bó Cúailnge lo dice biondo. La più elaborata descrizione del personaggio appare proprio nel Táin, dove il giovane Cú Chulainn viene detto bello, con i capelli cangianti tra il castano, il rosso e l'oro, annodati tre volte sulla nuca, eppure discendenti mossi sulle spalle e sul collo. Tipicamente gli sono attribuite quattro fossette in ogni guancia, sette pupille, sette dita ai piedi e alle mani, e unghie forti come quelle di un falco.

## Analisi critica
La figura dell'irlandese Cú Chulainn mostra sorprendenti somiglianze con il leggendario eroe persiano Rostam, gli eventi del Carme di Ildebrando o le c.d. "Dodici fatiche di Ercole", suggerendo un'origine indoeuropea comune al mito ma priva di supporto linguistico, antropologico e archeologico. Cú Chulainn che spacca con una clava la testa del segugio di Culann ricorda la decima fatica di Eracle nella quale l'eroe greco, accusato di aver rubato il bestiame di Gerione, viene attaccato da un segugio bicipite che abbatte con la sua clava.
Ulteriori parallelismi tipologici indoeuropei includono il lituano Velnias che come Cú Chulainn è il protettore del bestiame e Romolo che è associato a un cane in gioventù ed è circondato da una banda di giovani guerrieri simili al maccrad di Cú Chulainn.

## Influenza culturale

### Arte
L'immagine di Cú Chulainn è invocata sia dai nazionalisti irlandesi sia dagli unionisti dell'Ulster:
- il Gaelic Revival alimentò il periodo rivoluzionario irlandese, con elementi della mitologia irlandese adottati nel simbolismo nazionalista. Nella Scuola di Sant'Enda, gestita da Patrick Pearse, c'era un pannello di vetro colorato di Cú Chulainn.[9] Una scultura in bronzo del defunto Cú Chulainn di Oliver Sheppard si trova al General Post Office (Dublino) in commemorazione della Rivolta di Pasqua del 1916.[10] Éamon de Valera svelò la statua nella Pasqua del 1935 in qualità di Presidente dello Stato Libero d'Irlanda e descrisse l'opera di Sheppard come «simbolo del coraggio intrepido e della costante costanza del nostro popolo».[11] L'immagine della statua è riprodotta sul dritto della "1916 Medal" assegnata ai veterani repubblicani della rivolta,[12] sulla Military Star delle Defences Forces irlandesi[12] e sulla moneta commemorativa da dieci scellini emessa nel 1966 per il 50 ° anniversario della rivolta;
- gli unionisti vedono invece Cú Chulainn come un uomo dell'Ulster che difende la provincia dai nemici a sud: a Belfast è raffigurato in un murale su Highfield Drive ed era precedentemente raffigurato in un murale su Newtownards Road come un "difensore dell'Ulster dagli attacchi irlandesi". Entrambi i murales erano basati sulla scultura di Sheppard. È anche raffigurato in murales nelle parti nazionaliste della città e in molte aree nazionaliste dell'Irlanda del Nord. Un esempio è il murale eretto nel 1996 su Lenadoon Avenue, West Belfast, che commemora gli uomini della Provisional IRA morti nell'area che ha una foto di Cú Chulainn al centro.[13]

Una statua di Cú Chulainn che trasporta il corpo di Fer Diad si trova ad Ardee, nella contea di Louth, tradizionalmente il luogo del loro combattimento nel Táin Bó Cúailnge. Una scultura di Martin Heron, intitolata "For the Love of Emer", raffigurante Cú Chulainn in equilibrio su un palo inclinabile di 20 piedi, che rappresenta l'impresa di restare in equilibrio sul calcio di una lancia che ha imparato da Scáthach, è stata installata ad Armagh nel 2010.

### Letteratura
Augusta, Lady Gregory raccontò molte delle leggende di Cú Chulainn nel suo libro del 1902 Cuchulain of Muirthemne che parafrasò gli originali ma romanzò anche alcuni dei racconti e omise la maggior parte del contenuto più violento. Questa prima traduzione era molto popolare, supportata dal movimento Celtic Revival. Conteneva un'introduzione del suo amico William Butler Yeats, che ha scritto diversi pezzi basati sulla leggenda, tra cui le opere teatrali On Baile's Strand (1904), The Green Helmet (1910), At the Hawk's Well (1917), The Only Jealousy of Emer (1919) e The Death of Cuchulain (1939), e una poesia, Cuchulain's Fight with the Sea (1892). Peadar Ua Laoghaire, un sacerdote di Castlelyons nella contea di Cork, ha serializzato settimanalmente il Táin Bó Cúailnge sul The Cork Examiner nel biennio 1900-1901 come parte del Gaelic Revival. Patrick Pearse menziona Cú Chulainn nel suo poema in lingua irlandese Mise Éire (1912) nel quale personifica l'Irlanda come figura materna di Cú Chulainn i cui giorni di gloria sono alle spalle. La statua di Sheppard di Cú Chulainn è raffigurata nel romanzo Murphy (1938) di Samuel Beckett come un vizio per deridere lo Stato Libero d'Irlanda e l'atteggiamento dei suoi abitanti. La storia di Cú Chulainn e di molti altri personaggi dei racconti irlandesi di Béaloideas come Fionn mac Cumhaill viene ancora insegnata come parte del percorso scolare standard nella scuola primaria irlandese sia nella Repubblica che nell'Irlanda del Nord.